# داربوی (ویسکانسین)
داربوی (به انگلیسی: Darboy) یک منطقهٔ مسکونی در ایالات متحده آمریکا است که در شهرستان اوتاگامی، ویسکانسین واقع شده‌است. داربوی ۱۴٬۱۱۴ نفر جمعیت دارد و ۲۴۱ متر بالاتر از سطح دریا واقع شده‌است.